# Kaiwhekea
Kaiwhekea là một chi đã tuyệt chủng của xà đầu long từ Creta muộn (Tầng Maastricht) mà ngày nay là New Zealand. Loài điển hình, Kaiwhekea katiki, được mô tả lần đầu tiên bởi Arthur Cruickshank và Ewan Fordyce trong năm 2002. Kaiwhekea dài khoảng 7 mét và sống vào khoảng 69-70 triệu năm trước. Mẫu vật được biết đến duy nhất, được tìm thấy trong các Thành hệ Katiki là gần như hoàn chỉnh và được trưng bày tại Bảo tàng Otago ở Dunedin, New Zealand.
Kaiwhekea đã được phân loại như một aristonectid cùng với Aristonectes (O'Keefe và Street, 2009). Trong năm 2010, Kaiwhekea được chuyển sang cho họ Leptocleididae